# Değirmenağzı, Espiye
Değirmenağzı là một xã thuộc huyện Keşap, tỉnh Giresun, Thổ Nhĩ Kỳ. Dân số thời điểm năm 2011 là 188 người.